# 八路军香港办事处
八路军香港办事处，1938年1月由廖承志创办。地点位于香港皇后大道中18号二楼开设一家“粤华公司”茶叶商行作为掩护，而商号后楼就是八路军驻港办事处。

## 历史
抗战爆发后，1937年10月，毛泽东在延安向廖承志部署任务，开设香港八路军、新四军办事处。完成3大任务：
一是向海外宣传中国共产党和八路军、新四军主张和政策；二是把海外华侨的和各国朋友提供的支援物资送到各抗日根据地；三是搜集国际最新动态情况供中共中央领导人参考。
1937年10月，廖承志受领任务后，赶赴八路军南京办事处，实习、熟悉工作。1937年12月27日，长江局正式决定为加强华侨工作和国际宣传工作，派遣廖承志、潘汉年开设八路军香港办事处，香港为“国际宣传及华侨运动的中心地区”。1937年12月18日，中共中央代表周恩来在汉口与英国驻华大使卡爾爵士会晤，提出在香港设立不公开挂牌的办事处接收海外捐赠的物资、药品、款项，不妨碍英国对中日战争的中立地位，请转告港督加以关照。这个要求得到应允。
1938年1月，廖承志到香港，与在港的潘汉年、吴有恒、连贯、张唯一、李少石、廖梦醒等人决定了八路军香港办事处的开设细节。廖承志为主任，潘汉年协助，连贯是公开的负责人，总览日常工作，并任八路军驻香港办事处党支部书记兼华侨工委委员。工作人员有：李默农（李少石）、梁上苑、潘柱（潘静安）任机要秘书、罗雁子（罗理实）、张淑芳（女）、冯劲持、杜埃、余明（女）、钟路（女）、高直（李玉明，女）、张唯一、杨琳、林青、李静（女）、阿新（陈永生）等，以个人的合法职业身份和各自的社会关系为掩护，分别开展各项工作。遵照周恩来“不公开挂牌”的指示，八路军香港办事处对外称“粤华公司”，以经营茶叶生意为掩护，宣传中国共产党的抗日主张，联系香港等地中共组织及海外华侨，接受和转运港澳同胞、海外侨胞捐赠的抗日物资，并兼办新四军有关事宜。
1938年6月，在八路军驻香港办事处的大力支持和协助下，宋庆龄发起筹建保卫中国同盟在港正式成立，宋庆龄任中央执行委员会主席，廖承志任执行委员兼秘书长，直接参与组织工作。成员包括国民政府立法院院长孙科、国民政府军事委员会副委员长冯玉祥、印度民族解放领袖尼赫鲁、美国黑人歌唱家保罗·罗伯逊等。许多由八路军驻香港办事处不方便出面处理的事务，也改由保卫中国同盟出面协调办理，突出表现在接收和转运海外捐赠款物，接待和护送华侨青年、国际友人等方面。据统计，保卫中国同盟成立仅一年时间，就从各国为八路军、新四军筹款约25万港币，并筹集了大批部队急需的物资、药品和医疗器械。
八路军驻香港办事处与著名华侨领袖、南洋华侨筹赈祖国难民总会主席陈嘉庚、纽约华侨抗日救国筹饷总会发起人司徒美堂建立了密切联系。八路军驻香港办事处在联络海外华侨时，着重开展与东南亚华侨的联络工作，相继创办了《华侨通讯》、《华商报》等刊物，积极宣传国内抗战，成为海外华侨尤其是东南亚华侨了解祖国人民抗战的窗口。还遵南方局的指示，派出如郁达夫、胡愈之等著名文化界人士，到马来亚、荷属东印度和菲律宾等地开展联络华侨工作。八路军驻香港办事处仅1938年就以周恩来、叶剑英、廖承志、潘汉年名义3次联名致函海外，呼吁侨胞援助八路军，都得到各界热烈响应。马来亚、泰国、菲律宾等地也积极开展“援八（路军）”“援四（新四军）”运动，成立了“援八援四委员会”，积极筹措财物，所筹款项都由下属各级组织分批秘密汇集到八路军驻香港办事处。据不完全统计，在八路军驻香港办事处成立后的两年半时间，共收到海外华侨汇款220万元和大量物资。
八路军驻香港办事处还动员、输送了大批华侨青年和专业技术人员回国参战，仅1938、1939年两年，通过八路军驻香港办事处回国的上述人员就达600余人。以柯棣华、白求恩为代表的几支援华医疗队经八路军驻香港办事处介绍辗转进入陕甘宁边区，最终到达华北抗日前线。八路军驻香港办事处还推动和支持成立了大量香港同胞和海外华侨的回乡服务团，直接投身祖国抗战。影响较大的有东江华侨回乡服务团、琼崖华侨回乡服务团、香港学赈回国服务团等。各团的领导人都是共产党员，受廖承志、潘汉年等的指导。
八路军驻香港办事处通过分布在香港文化界、出版界、新闻界的党员，“一步一个脚印苦心经营”，共同组织抗日新闻、文化团体，创办抗日报刊，开办进步书店，编演进步戏剧、电影，团结了一批进步报刊和通讯社，如梁漱溟任社长的中国民主同盟机关报《光明报》，邹韬奋、茅盾任编委的《大众生活》等，并与保卫中国同盟配合，翻印出版了毛泽东的《实践论》《矛盾论》《论持久战》等著作，以及长江局机关刊物《群众》，在海内外发行销售。在八路军驻香港办事处的指导和帮助下，一批反映抗战题材的影剧作品成功推出，中国青年新闻记者学会香港分会及香港中国新闻学院也相继成立，培养了180余名抗战急需的新闻工作者。皖南事变后，重庆、桂林等地的进步文化人士大部撤至香港，1941年5月，廖承志、潘汉年、胡绳、夏衍、张友渔等组成中国共产党香港文化工作委员会，团结大批来港进步文化人士。
早在1938年春，廖承志在香港就动员大革命时期佛山、南海的农民运动领导人吴勤回乡组建抗日武装。1938年11月广州沦陷后，吴勤在广东省委和八路军驻香港办事处的帮助下，在广州南郊组建了抗日义勇队，随后被编为广州市区游击第2支队（简称“广游2支队”）。根据中共中央“要在东江日占区后方开拓游击区”的指示，廖承志召集中共香港海员工委书记曾生、中共香港市委书记吴有恒等在香港召开会议，决定组成惠阳工作团，带领共产党员和积极分子60余人，到惠阳组织抗日武装。工作团首先成立了中共惠宝工委，并组建了“惠宝人民抗日游击总队”。八路军驻香港办事处和中共香港的党组织动员了一批共产党员和爱国青年从香港赴惠阳参加武装斗争。八路军驻香港办事处协同中共广东省委派人前往指导琼崖红军的改编谈判，1938年12月5日正式改编为广东省民众抗日自卫团第14区独立队（简称琼崖独立队，后扩编为琼崖独立总队）。1939年初，国外华侨寄给宋庆龄并经八路军驻香港办事处转交给曾生部队的款项，一次就达港币20万元。1940年1月后，根据中共中央“琼崖要有三部电台，并以一部与中央联络”的指示，八路军驻香港办事处设法购置了一部75瓦的接收发报机并配套的机要、报务、机务人员，于8月送至琼崖独立总队。
1939年3月11日清晨，香港警察政治部突袭查封“粤华公司”，逮捕了连贯等五人，搜走了大量通讯名单的文档资料。为此，周恩来在重庆与英国駐華大使卡爾爵士交涉，廖承志亲至香港警署保释，3月15日连贯等人获释，同时归还了被搜走的文件。事后，八路军香港办事处吸取教训，不再设半公开的办公场所，化整为零，转入地下秘密状态。
1941年12月，日軍在偷襲美國珍珠港六小時後偷襲英屬香港，香港保衛戰爆發，英國和加拿大聯軍在三週後戰敗。當時八路軍等在華北，無暇兼顧香港。1942年1月，八路军香港办事处撤销。1942年春夏，发生南委事件，5月30日廖承志在韶关被捕。中共在港活动停顿。